# 伊藤新六郎

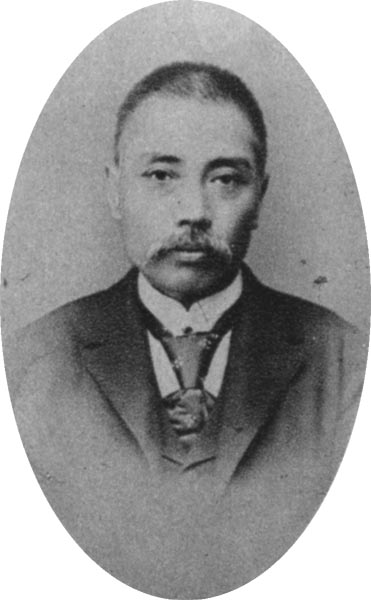
伊藤新六郎

伊藤 新六郎（いとう しんろくろう、1855年（安政2年）5月 - 1923年（大正12年））は、日本の教育者。

## 経歴
水戸藩出身。1878年（明治11年）、東京大学理学部化学科に入った。卒業後、和歌山県御用掛・学務課出仕、和歌山中学校教諭・和歌山師範学校教諭を経て、1882年（明治15年）に三重県津中学校校長・三重県師範学校校長に就任した。1885年（明治18年）、東京職工学校御用掛・教諭となり、特許局を兼ねた。その後、東京工業学校教授を経て、1896年（明治29年）から大阪工業学校（のち大阪高等工業学校）校長を務めた。

## 栄典
- 1902年（明治35年）12月20日 - 従四位[1]